# Виктория делла Ровере
Викто́рия де́лла Ро́вере (итал. Vittoria della Rovere; 7 февраля 1622, Пезаро, герцогство Урбинское — 5 марта 1694, Пиза, великое герцогство Тосканское) — итальянская принцесса из дома Делла Ровере, дочь Федерико Убальдо, герцога Урбинского;  в замужестве — великая герцогиня Тосканская, последняя представительница прямой линии герцогов Урбинских из дома делла Ровере.

## Биография
Виктория делла Ровере родилась 7 февраля 1622 года в Пезаро. Она была единственным ребёнком Федерико Убальдо, последнего герцога Урбинского из дома Делла Ровере и Клавдии Тосканской, принцессы из дома Медичи. По линии отца приходилась внучкой Франческо Марии II, герцогу Урбинскому и Ливии делла Ровере. По линии матери была внучкой Фердинанда I, великого герцога Тосканского и Кристины Лотарингской, принцессы из дома Шатенуа.
Вскоре после её рождения, умер отец, и овдовевшая мать с маленькой дочерью вернулась во Флоренцию. Спустя некоторое время вдовствующая герцогиня снова вышла замуж за Леопольда V, графа Тирольского и эрцгерцога Австрийского из дома Габсбургов, оставив малолетнюю дочь на попечении её тёти Марии Магдалины Австрийской и бабушки Кристины Лотарингской — регентов великого герцогства Тосканского. Они воспитали принцессу ревностной католичкой, внимательной к внешним формам церковного благочестия.
Ещё в сентябре 1623 года годовалую Викторию обручили с её двоюродным братом, тринадцатилетним Фердинандом II, великим герцогом Тосканским. В январе 1628 года Франческо Мария II составил завещание, в котором своей наследницей объявлял внучку. Когда в 1631 году он умер, Виктория должна была унаследовать имущество и владения герцогов Урбинских из дома Делла Ровере. Однако присоединению герцогства Урбинского к великому герцогству Тосканскому воспрепятствовал римский папа Урбан VIII. К Виктории перешло во владение лишь имущество рода, включавшее богатую коллекцию картин герцогов Урбинских с шедеврами кисти Тициана и Рафаэля.

### Великая герцогиня
В 1628 году Фердинандо II стал полноправным правителем великого герцогства. В 1634 году он тайно обвенчался с Викторией, а спустя три года состоялась их официальная свадьба. Этот брак не был счастливым. Оба первых ребенка, Козимино и девочка неизвестная по имени, умерли в младенческом возрасте. В 1642 году у супругов родился великий принц Козимо, будущий великий герцог Тосканский под именем Козимо III. По поводу воспитания наследника между супругами возник серьёзный конфликт. Фердинанд II хотел дать ему современное по тем временам образование, светского и научного характера, в то время как Виктория требовала воспитать сына в церковно-клерикальном духе. Великий герцог настоял на своем. Второй сын, принц Франческо Мария, родился у супругов только в 1660 году. Такая разница в возрасте между двумя детьми объясняется тем, что, узнав о бисексуальности мужа, великая герцогиня отказала ему в супружеских отношениях. Она посвятила себя церковной практике и вела аскетический образ жизни. В 1670 году Фердинанд II умер, и сразу после этого между новой великой герцогиней, Маргаритой Луизой Орлеанской и вдовствующей великой герцогиней-матерью возник конфликт за влияние на Козимо III. Виктория делла Ровере умерла в Пизе 5 марта 1694 года. Она была похоронена в усыпальнице дома Медичи в базилике святого Лаврентия во Флоренции.

## Брак, титулы, потомство
Во Флоренции 26 сентября 1633 года был заключён брак между Викторией делла Ровере, принцессой Урбинской и Фердинандо II Медичи (14.7.1610 — 23.5.1670), великим герцогом Тосканским, сыном Козимо II Медичи, великого герцога Тосканского и эрцгерцогини Марии Магдалины Австрийской. В этом браке родились четверо сыновей:
- принц Козимо Тосканский (19.12.1639 — 21.12.1639), умер в младенчестве;
- принц неизвестный по имени (ум. 1640), умер в младенчестве ;
- великий принц Козимо Тосканский (14.8.1642 — 31.10.1723), великий герцог Тосканский под именем Козимо III, женился на принцессе Маргарите Луизе Орлеанской;
- принц Франческо Мария Тосканский (12.11.1660 — 3.2.1711), кардинал-дьякон с титулярной диаконией Санта-Мария-ин-Домника, правитель Сиены, герцог Роверский, герцог Монтефельтрский, отказался от сана и женился на Элеоноре Луизе Гонзага[1].

Титулы Виктории после замужества: с 26 сентября 1633 по 23 мая 1670 года Её высочество великая герцогиня Тосканская; после вдовства и до смерти — Её высочество, вдовствующая великая герцогиня Тосканская.